# Winzersekt
Winzersekt (in Österreich gelegentlich auch Hauersekt) ist ein Sekt b. A. (bestimmter Anbaugebiete), der unter der Bezeichnung „Winzersekt“ in den Verkehr gebracht werden darf. Voraussetzung hierfür ist die Erfüllung der gesetzlichen Anforderungen.
In Deutschland werden diese durch § 34 a (3) der Weinverordnung geregelt: Die Herstellung muss auf der Grundlage eines qualitätsweingeeigneten Grundweins b. A. erfolgen, für den bereits das Traubengut im eigenen Betrieb des Winzers geerntet wurde, wie auch die Vinifikation dort erfolgt sein muss. Soll eine Erzeugergemeinschaft (Zusammenschluss von Weinbaubetrieben) Hersteller des Winzersektes werden, muss bereits der Grundwein von dieser Erzeugergemeinschaft vinifiziert worden sein, und zwar ausschließlich aus Trauben, die in den zusammengeschlossenen Weinbaubetrieben erzeugt wurden. Die Herstellung muss in traditioneller, klassischer Flaschengärung erfolgen und ist auch im Wege der Lohnversektung erlaubt. Die vorgeschriebene Kennzeichnung umfasst die Angaben zum Weinbaubetrieb bzw. der Erzeugergemeinschaft, zur Rebsorte und zum Jahrgang. Die Vermarktung muss durch den Hersteller selbst erfolgen.
Vom Zeitpunkt der Bereitung der so genannten „Cuvée“ (Begriff s. u.), muss diese bzw. der nun auch so genannte Roh- oder Brutsekt:308 ff. mindestens neun Monate lang ununterbrochen in demselben Betrieb auf dem Trub (der Hefe) gelagert werden. „Cuvée“ bedeutet hier diejenige Menge eines einzelnen rebsortenreinen Weines oder die Mischung mehrerer Weine, die dazu bestimmt ist, zu Sekt verarbeitet zu werden. Mit dem Eintrag in das Betriebsbuch für die Schaumweinsteuer erfolgt die „rechtliche Umwidmung“ des Sektgrundweins; er bekommt den Rechtsstatus der „Cuvée“.:64 ff. Hochwertige Winzersekte lagern gelegentlich mehrere Jahre auf dem Trub („auf der Hefe“).
Während der Gärung entsteht ein Kohlensäuredruck von über fünf bar. Aus diesem Grund werden besonders bruchfeste und damit mind. 850 Gramm schwere Flaschen verwendet:289 ff..